# Aeroporto Internazionale di Gan
L'Aeroporto Internazionale di Gan (IATA: GAN, ICAO: VRMG) è un aeroporto civile definito come internazionale dalle autorità dell'aviazione civile maldiviane e che si trova alle Maldive su Gan, la più meridionale delle isole dell'arcipelago; è situato a 13 chilometri a Sud-est della cittadina di Hithadhoo sulla propaggine più orientale dell'isola, al termine della Link Road. La struttura è operativa 24 ore al giorno ed è dotata di una pista in cemento lunga 2 651 metri con orientamento 10/28.
Per via della sua posizione particolarmente suggestiva, l'aeroporto viene definito dalla società che lo gestisce come un "giardino tropicale di lusso che si affaccia sui maestosi colori dell'Oceano Indiano".